# Azelfafage
Azelfafage (pi Cygni) is een ster in het sterrenbeeld Zwaan.